# مشاركة المرأة في الألعاب الأولمبية
يتزايد معدل مشاركة النساء في الألعاب الأولمبية منذ مشاركتهن الأولى في عام 1900. بعض الألعاب الرياضية مخصصة للنساء، والبعض الآخر يتنافس عليه كلا الجنسين، بينما تبقى بعض الألعاب الرياضية القديمة للرجال فقط. تُظهر دراسات التغطية الإعلامية للأولمبياد باستمرار الاختلافات في طرق وصف النساء والرجال والطرق التي تناقش بها أدائهم. لقد كان تمثيل المرأة في اللجنة الأولمبية الدولية متخلفاً كثيراً عن معدل مشاركة الإناث، ولا يزال لم يتحقق هدفها بحضور 20٪ كحد أدنى للمرأة في لجنتها.

## تاريخ النساء في الألعاب الأولمبية

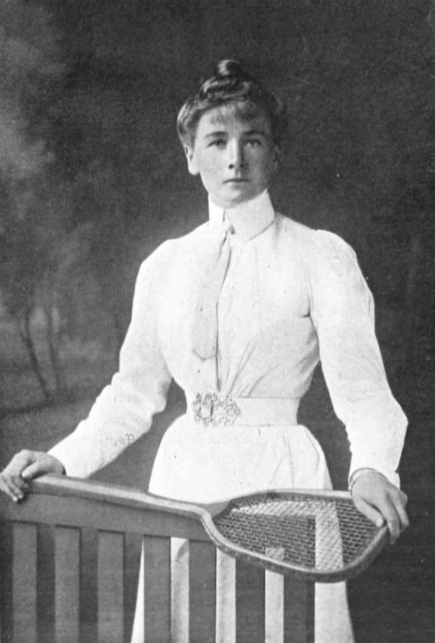
شارلوت كوبر

### 1900
كانت الألعاب الأولمبية الأولى التي تمتاز بمشاركة رياضيات هي ألعاب 1900 في باريس. أصبحت هيلين دو بورتاليس من سويسرا أول امرأة تنافس في الألعاب الأولمبية وأصبحت أول بطلة أوليمبية، كعضو في الفريق الفائز في أول سباق للإبحار من 1 إلى 2 طن في 22 مايو 1900. أصبحت البريطانية شارلوت كوبر أول بطلة فردية بفوزها بمسابقة التنس الفردية للسيدات في 11 يوليو. كانت التنس والغولف هما الرياضتان الوحيدتان اللتان تستطيع فيهما النساء المنافسة في التخصصات الفردية. تنافست 22 امرأة في ألعاب 1900، أي ما يعادل 2.2 ٪ من جميع المنافسين. إلى جانب الإبحار والغولف والتنس، تنافس النساء في لعبة الكروكيه. كانت هذه هي المرة الأولى التي تتنافس فيها النساء في الألعاب الأولمبية. وفاز قسم النساء من قبل مارغريت أبوت من نادي شيكاغو للجولف. حصلت أبوت على 47 فوزًا وأصبحت أول امرأة أمريكية على الإطلاق تفوز بميدالية ذهبية في الألعاب الأولمبية،  على الرغم من أنها حصلت على وعاء من الخزف المذهب كجائزة بدلاً من الميدالية. وهي أيضًا ثاني امرأة أمريكية تحصل على ميدالية أولمبية. نافست والدة أبوت -ماري أبوت- في هذا الحدث الأولمبي وحصلت على المركز السابع، حيث أطلقت 65 مرة. كانت الأم والفتاة الحالة الأولى والوحيدة التي تنافست في نفس الحدث الأولمبي في نفس الوقت. لم تعرف مارغريت أبدًا أنهم كانوا يتنافسون في الألعاب الأولمبية؛ لقد ظنت أنها بطولة جولف عادية وتوفيت دون علم. لم يكن معروفًا بفوزها التاريخي حتى بدأت أستاذة جامعة فلوريدا بولا ولش في إجراء البحوث في تاريخ الألعاب الأولمبية واكتشفت أن مارجريت أبوت قد احتلت المرتبة الأولى. اتصلت بأطفال أبوت خلال عشر سنوات وأبلغتهم بفوز أمهم.

### 1904-1916
في عام 1904، تم إضافة حدث الرماية للسيدات. كان في لندن 1908 37 لاعبة رياضية نافسن في الرماية والتنس والتزحلق على الجليد. استضافت ستوكهولم 1912 47 امرأة وشهدت إضافة للسباحة والغطس، وكذلك التزلج على الجليد والرماية. كان من المقرر عقد الألعاب الصيفية لعام 1916 في برلين، لكن تم إلغاؤها بسبب اندلاع الحرب العالمية الأولى.

### 1920-1928

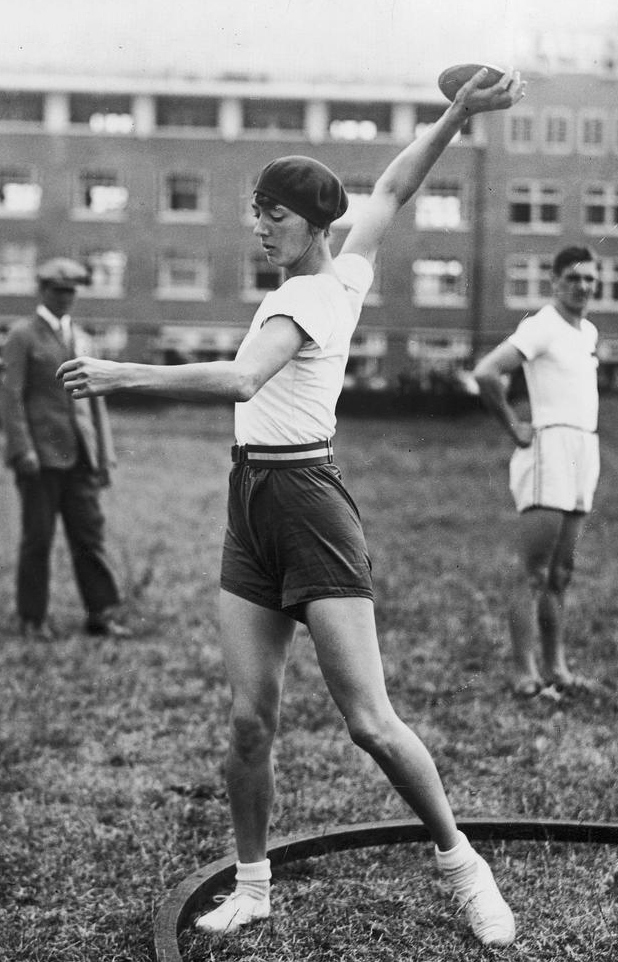
هالينا كونوباكا

في عام 1920، نافست 65 امرأة في الألعاب. تمت إضافة الرماية مرة أخرى إلى البرنامج. شهدت باريس 1924 رقما قياسيا 135 رياضية. تم إضافة سياج إلى البرنامج، ولكن تمت إزالة الرماية. شهد عام 1924 بداية الألعاب الأولمبية الشتوية حيث نافست النساء فقط في التزلج على الجليد. أصبحت هيرما زابو أول بطلة أولمبية شتوية على الإطلاق عندما فازت بمسابقة فردي السيدات.
في الألعاب الصيفية التي عقدت في نفس العام في باريس، ظهرت المبارزة النسائية لأول مرة مع فوز داني وإلين أوسيلر بالذهبية الافتتاحية.
في الألعاب الشتوية لعام 1928 في سانت موريتز، لم يتم إجراء أي تغييرات على أي أحداث نسائية. فازت سونيا هيني البالغة من العمر 15 عامًا بأول ثلاث ميداليات ذهبية أولمبية.
شهدت الألعاب الصيفية في نفس العام ظهور ألعاب القوى والجمباز للسيدات. في الألعاب الرياضية، نافست النساء في سباق 100 متر و800 متر و4 × 100 متر، والقفز العالي ورمي القرص. كان سباق 800 متر مثيرًا للجدل لأن العديد من المنافسين قد استنفدوا أو لم يتمكنوا من إكمال السباق. نتيجة لذلك قررت Iلجنة الألعاب الأوليمبية الدولية إسقاط 800 متر من البرنامج؛ لم تتم إعادته حتى عام 1960. أصبحت هالينا كونوباكا من بولندا أول بطلة أوليمبية في ألعاب القوى بفوزها برمي القرص. في مسابقة الجمباز، فاز الفريق الهولندي المضيف بأول ميدالية ذهبية للسيدات في هذه الرياضة. تمت إزالة التنس من البرنامج.

### 1932-1936
تمت إضافة رمي الرمح في الألعاب الأولمبية الصيفية 1932، التي عقدت في لوس أنجلوس. نافست النساء في سباق التزلج على جبال الألب للمرة الأولى في دورة الألعاب الشتوية لعام 1936 في غارميش بارتنكيرشن، وفازت الألمانية كريستل كرانز بالميدالية الذهبية. عاد الجمباز إلى برنامج النساء في الألعاب الصيفية في نفس السنة التي عقدت في برلين.

### 1948-1956

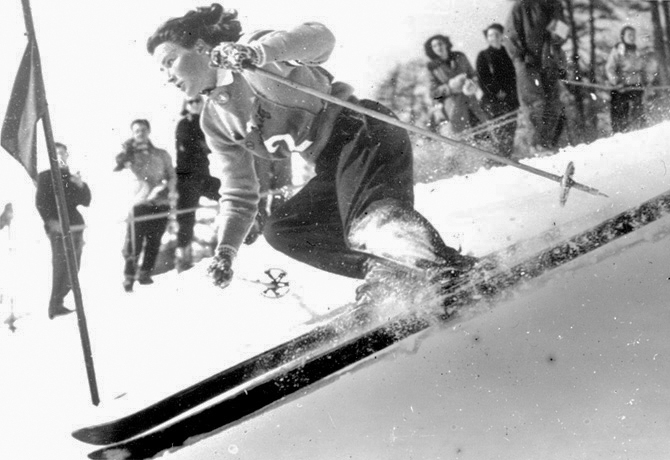
المتزلجة النمساوية في جبال الألب إريكا ماهرينجر تنافس في سباق 1948 في سانت موريتز.

في دورة الألعاب الأولمبية الشتوية لعام 1948 في سانت موريتز، ظهرت النساء لأول مرة في سباق التعرج، حيث شاركن فقط في هذا الحدث المشترك في عام 1936. وفي عام 1948، نافست النساء في جميع تخصصات التزلج على جبال الألب نفسها. فازت باربرا آن سكوت من كندا بمسابقة التزلج الفردي للسيدات، وهي المرة الأولى التي تفوز فيها غير أوروبية بالميدالية الذهبية في هذا الحدث. في نفس الألعاب الصيفية التي عقدت في لندن، نافست النساء في التجديف للمرة الأولى. في الألعاب الأولمبية الشتوية لعام 1952 التي عقدت في أوسلو، نافست النساء في التزلج الريفي على الثلج لأول مرة. نافسوا في مسافة 10 كيلومترات. في الألعاب الصيفية التي عقدت في نفس العام في هلسنكي، سُمح للنساء بالمنافسة في الفروسية لأول مرة. لقد نافسوا في حدث سباق الخيل الذي شارك فيه الرجال. في دورة الألعاب الأولمبية الشتوية لعام 1956 التي عقدت في كورتينا دامبيزو، تمت إضافة حدث 3 × 5 كيلومترات عبر البلاد إلى البرنامج. كان للألعاب الصيفية لعام 1956 التي عقدت في ملبورن برنامج مماثل لبرنامج الأولمبياد السابق.

### 1960-1968

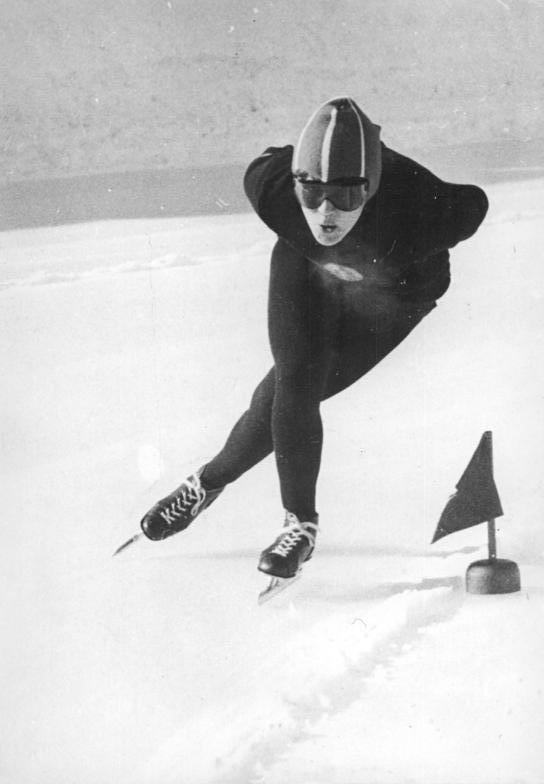
هيلجا هاسي

شهدت الألعاب الأولمبية الشتوية لعام 1960 التي أقيمت في وادي سكاو ظهور التزلج السريع للنساء لأول مرة. فازت هيلجا هاسي - ممثلة فريق ألمانيا - بالميدالية الذهبية الافتتاحية للسيدات في المسابقة بعد فوزها في سباق 500 متر. بقي البرنامج كما هو في دورة الألعاب الصيفية لعام 1960 التي عقدت في روما. في الألعاب الأولمبية الشتوية لعام 1964 في إنسبروك، ظهر سباق التزلج الريفي على الثلج لمسافة 5 كيلومترات للسيدات. في الألعاب الأولمبية الصيفية لعام 1964 التي عقدت في طوكيو، ظهرت الكرة الطائرة. في دورة الألعاب الأولمبية الشتوية لعام 1968 التي عقدت في غرينوبل، ظهرت الضجة النسائية لأول مرة. فازت إريكا ليتشنر من إيطاليا بالميدالية الذهبية بعد زعم أن المتسابقين الألمان الشرقيين أترون إندرلين وآنا ماريا مولر وأنجيلا كنوسيل قاموا بتسخين المتسابقين على زلاجاتهم وتم استبعادهم. لا يزال هذا اللغز غامضًا، ما إذا كان الألمان الشرقيون قد قاموا بالفعل بتسخين زلاجاتهم أو إذا ما تم اختلاق الوضع من قبل الألمان الغربيين. في الألعاب الأولمبية الصيفية لعام 1968 في مكسيكو سيتي، نافست النساء في الرماية للمرة الأولى. نافست النساء في الأحداث المختلطة مع الرجال وسمح لهم بالمنافسة في جميع التخصصات السبعة.

### 1972-1980
لم تشهد الألعاب الأولمبية الشتوية لعام 1972 التي عقدت في سابورو أي إضافات أو طرحًا لأحداث النساء. في الألعاب الأولمبية الصيفية لعام 1972 التي عقدت في ميونيخ، أقيمت الرماية لأول مرة منذ عام 1920. في الألعاب الأولمبية الشتوية لعام 1976 في إنسبروك، تمت إضافة الرقص على الجليد إلى البرنامج. شاركت النساء في ثلاثة أحداث جديدة في الألعاب الصيفية لعام 1976 التي عقدت في مونتريال. ظهرت النساء لأول مرة في كرة السلة وكرة اليد. كما نافست النساء للمرة الأولى في التجديف، وشاركن في ستة من التخصصات الثمانية. لم تكن هناك أحداث جديدة للنساء في الألعاب الأولمبية الشتوية لعام 1980 التي عقدت في ليك بلاسيد. في الألعاب الصيفية لعام 1980 التي عقدت في موسكو، ظهرت لعبة الهوكي للسيدات لأول مرة. حقق فريق زيمبابوي المستضعف مفاجأة كبيرة وفاز بالميدالية الذهبية، أول ميدالية أولمبية في البلاد على الإطلاق. ومع ذلك، فإن هذه الألعاب الأولمبية شابتها المقاطعة التي قادتها الولايات المتحدة للألعاب بسبب الغزو السوفيتي لأفغانستان.

### 1984-1992

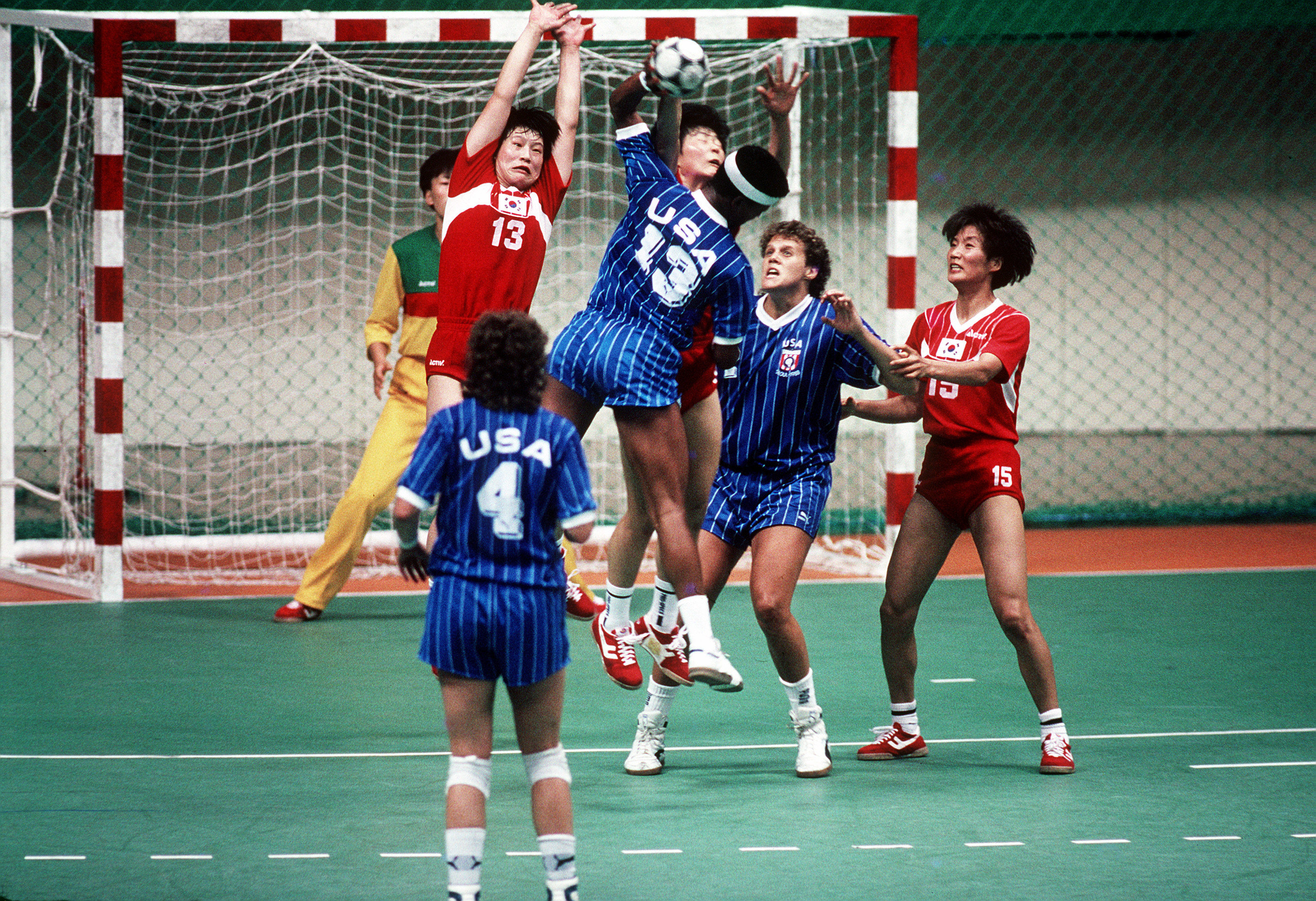
الولايات المتحدة تتنافس ضد كوريا الجنوبية في كرة اليد في الألعاب الأولمبية الصيفية لعام 1988 في سيول.

تم إضافة حدث التزلج الريفي على الثلج على مسافة 20 كم للسيدات إلى برنامج الألعاب الشتوية لعام 1984 في سراييفو. أكتسحت مارجا-ليزا هاملاينن من فنلندا الأحداث عبر البلاد، وفازت بالذهبية في جميع المسافات الثلاثة.
تم التنافس على العديد من الأحداث الجديدة للنساء في الألعاب الأولمبية الصيفية لعام 1984 في لوس أنجلوس. ظهرت السباحة المتزامنة لأول مرة، حيث كانت النساء فقط ينافسن في المسابقة. فازت الأمريكيات المضيفات بالذهبية في كل من الأحداث الفردية والثنائية. ظهرت النساء لأول مرة في ركوب الدراجات الهوائية، والمنافسة في سباق الطريق. وفاز في هذا الحدث أيضًا أمريكي يدعي كوني كاربنتر. ظهر أيضا الجمباز الإيقاعي لأول مرة للنساء فقط. فازت الكندية لوري فونج بالمسابقة. ظهر ماراثون السيدات لأول مرة في هذه الألعاب، حيث فازت الأمريكية جوان جوان بذهبية. كانت هذه أيضًا الألعاب الأولى التي تنافس فيها النساء فقط ضد نساء أخريات في إطلاق النار. قاطع الاتحاد السوفيتي ودوله التابعة هذه الألعاب.
لم تكن هناك أحداث جديدة في الألعاب الأولمبية الشتوية لعام 1988 التي عقدت في كالجاري. في الألعاب الأولمبية الصيفية لعام 1988 في سيول، ظهر تنس الطاولة لأول مرة للرجال والنساء. لقد تنافسوا في التخصصات الفردية والزوجية. نُظم حدث إبحار خاص بالمرأة لأول مرة في هذه الألعاب. لأول مرة تنافس النساء في سباق الدراجات وسباق العدو.
جعلت اللجنة الأولمبية الدولية إلزاميًا لجميع الرياضات الجديدة التي تتقدم بطلب للحصول على اعتراف أوليمبي أن يكون لها منافسة من النساء. ومع ذلك، فإن هذه القاعدة تنطبق فقط على الألعاب الرياضية الجديدة التي تتقدم بطلب للحصول على اعتراف أوليمبي. هذا يعني أن أي رياضة كانت مدرجة في البرنامج الأولمبي قبل عام 1991 يمكن أن تستمر في استبعاد المشاركات من الإناث حسب تقدير الاتحاد الرياضي. في الألعاب الأولمبية الشتوية عام 1992 في ألبرتفيل، نافست النساء في البياتلون لأول مرة. نافست الرياضيات في التخصصات الفردية والسباق. ظهر التزلج الحر لأول مرة في دورة الألعاب الأولمبية عام 1992، حيث نافست النساء في تخصص الأندية. ظهر التزحلق السريع على المسار القصير لأول مرة في هذه الألعاب. نافست النساء في سباق 500 متر وتتابع 3000 متر. في الألعاب الصيفية في نفس العام في برشلونة، ظهر تنس الريشة في البرنامج لأول مرة. نافست النساء في مسابقة الفردي والزوجي. كما نافست النساء في رياضة الجودو لأول مرة في هذه الألعاب. ما زالت 35 دولة ترسل وفودًا من الذكور إلى هذه الألعاب.

### 1994-2002

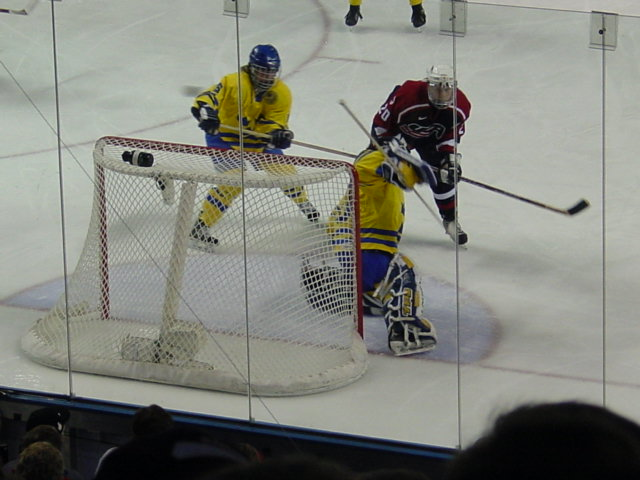
لعبت السويد ضد الولايات المتحدة في لعبة الهوكي على الجليد في الألعاب الأولمبية الشتوية 2002 في سولت ليك.

ظهرالتزلج الحر رسمياً في الألعاب الأولمبية الشتوية لعام 1994 في ليلهامر. فازت لينا شيريزوفا من أوزبكستان بالميدالية الذهبية، والتي أصبحت حتى الآن ميدالية بلادها الوحيدة في الألعاب الأولمبية الشتوية. ظهرت كرة القدم النسائية والكرة اللينة لأول مرة في ألعاب 1996 في أتلانتا، حيث فاز المضيفون بالميدالية الذهبية في كليهما. في دورة الألعاب الاولمبية الشتوية عام 1998 في ناغانو، ظهرت لعبة هوكي الجليد (في الولايات المتحدة الحائزة على ذهبية) ولعبة الشباك لأول مرة للنساء. قدمت العديد من الأحداث الجديدة عروضها الأولى في الألعاب الأولمبية الصيفية لعام 2000 في سيدني. ظهر رفع الأثقال والخماسي الحديث والتايكواندو والترياتلون والترامبولين في أستراليا. ظهر البوبليغ للسيدات لأول مرة في دورة الألعاب الأولمبية الشتوية لعام 2002 في سولت ليك سيتي. وفازت جيل باكين وفونيتا فلاورز من الولايات المتحدة الأمريكية بالمسابقة بين سيدتين، الحدث الوحيد للبوبلي للسيدات في ألعاب 2002.

### 2004-2012

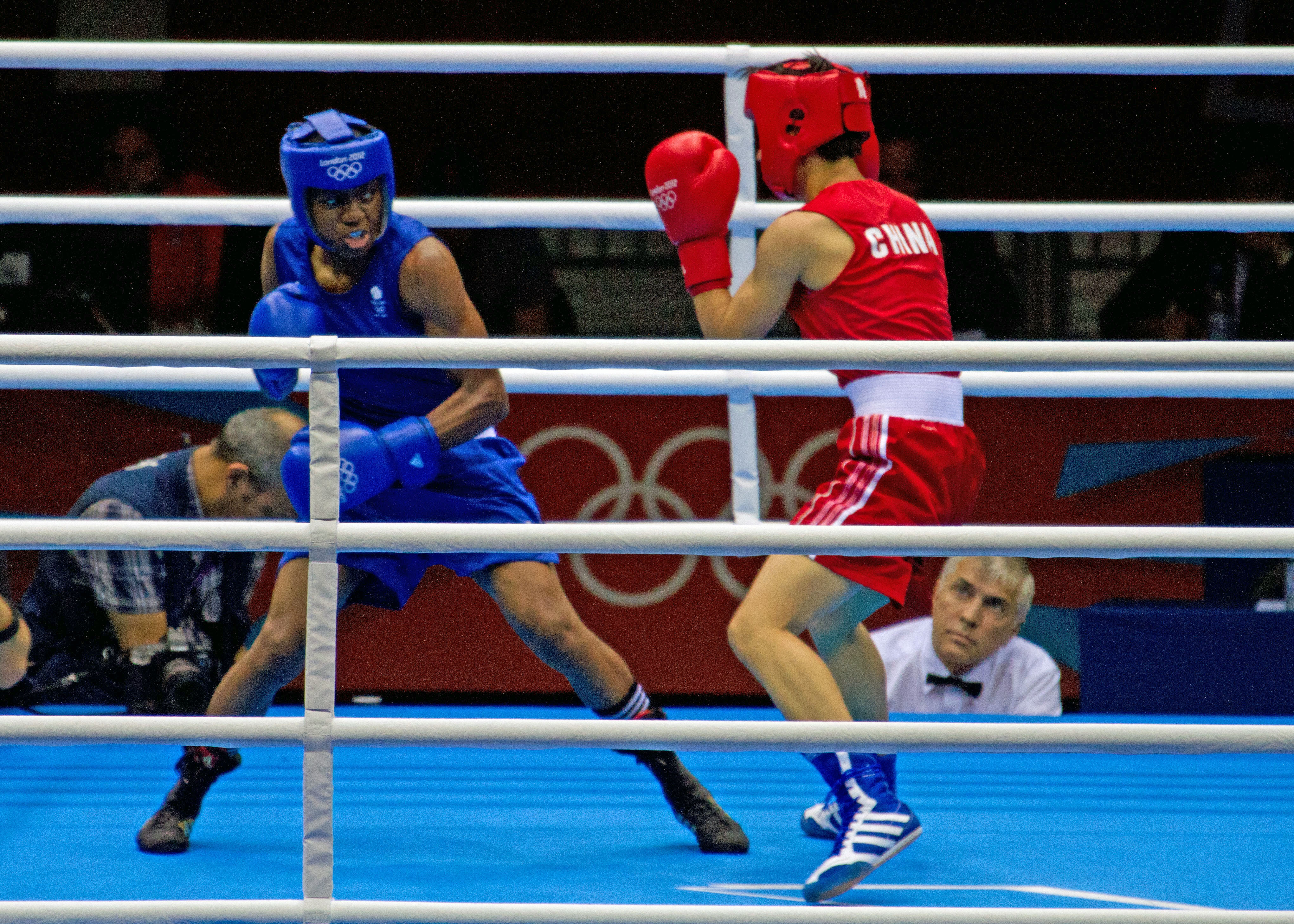
نيكولا آدمز من بريطانيا العظمى تقاتل كانكان رن من الصين في الملاكمة في أولمبياد صيف 2012 في لندن.

شاركت النساء في المصارعة لأول مرة في منافسة في فئات وزن حرة 48 كجم و 55 كجم و63 كجم و 72 كجم في الألعاب الأولمبية الصيفية لعام 2004 في أثينا. نافست النساء أيضًا في المبارزة لأول مرة،  وحصلت مارييل زاجونيس من الولايات المتحدة الأمريكية على ذهبية. في عام 2004، نافست نساء من أفغانستان في الألعاب الأولمبية لأول مرة في تاريخهن بعد أن تم حظرها في سيدني عام 2000 من قبل اللجنة الأولمبية الدولية بسبب معارضة حكومة طالبان لمشاركة النساء في الرياضة.  بقي البرنامج دون تغيير في دورة الألعاب الاولمبية الشتوية 2006 في تورينو. أضيفت بعض الأحداث الجديدة في الألعاب الأولمبية الصيفية لعام 2008 في بكين. عقدت ركوب الدراجات لأول مرة في عام 2008 لأول مرة مع الرجال. نافست النساء أيضًا في سباق 3000 متر موانع والسباحة 10 كيلومترات لأول مرة. ظلت لعبة البيسبول والملاكمة هما الرياضتين الوحيدتين غير المفتوحتين أمام النساء في هذه الألعاب.
ظهرالتزلج للرجال والنساء على حد سواء في الألعاب الأولمبية الشتوية لعام 2010 في فانكوفر. فازت آشلي ماكيفور من كندا بالذهبية الافتتاحية للسيدات في هذه الرياضة. نشأ الجدل عندما استبعدت اللجنة الأولمبية الدولية  النساء من قفز التزلج  بسبب قلة عدد الرياضّيات والدول المشاركة في هذه الرياضة. قدمت 15 لاعبة تزلج منافسة في وقت لاحق دعوى ضد لجنة فانكوفر المنظمة للألعاب الأولمبية الشتوية الأولمبية 2010 على أساس أنها تنتهك ميثاق الحقوق والحريات الكندي لأن الرجال كانوا يتنافسون في نفس الحدث. فشلت الدعوى، حيث حكم القاضي بأن الوضع لا يحكمه الميثاق. شهدت الألعاب الأولمبية الصيفية لعام 2012 ظهور الملاكمة النسائية لأول مرة. هذا إلى جانب قرار اللجنة الأولمبية الدولية بإسقاط البيسبول من برنامج 2012 يعني أن النساء نافسن في جميع الألعاب الرياضية في الألعاب الصيفية لأول مرة. أرسلت جميع اللجان الأولمبية الوطنية لاعبة رياضية إلى الألعاب بلندن 2012 بمثابة المرة الأولى . كان لدي بروناي والمملكة العربية السعودية وقطر رياضيات إناث كجزء من فرقهم لأول مرة.

### 2018-2012

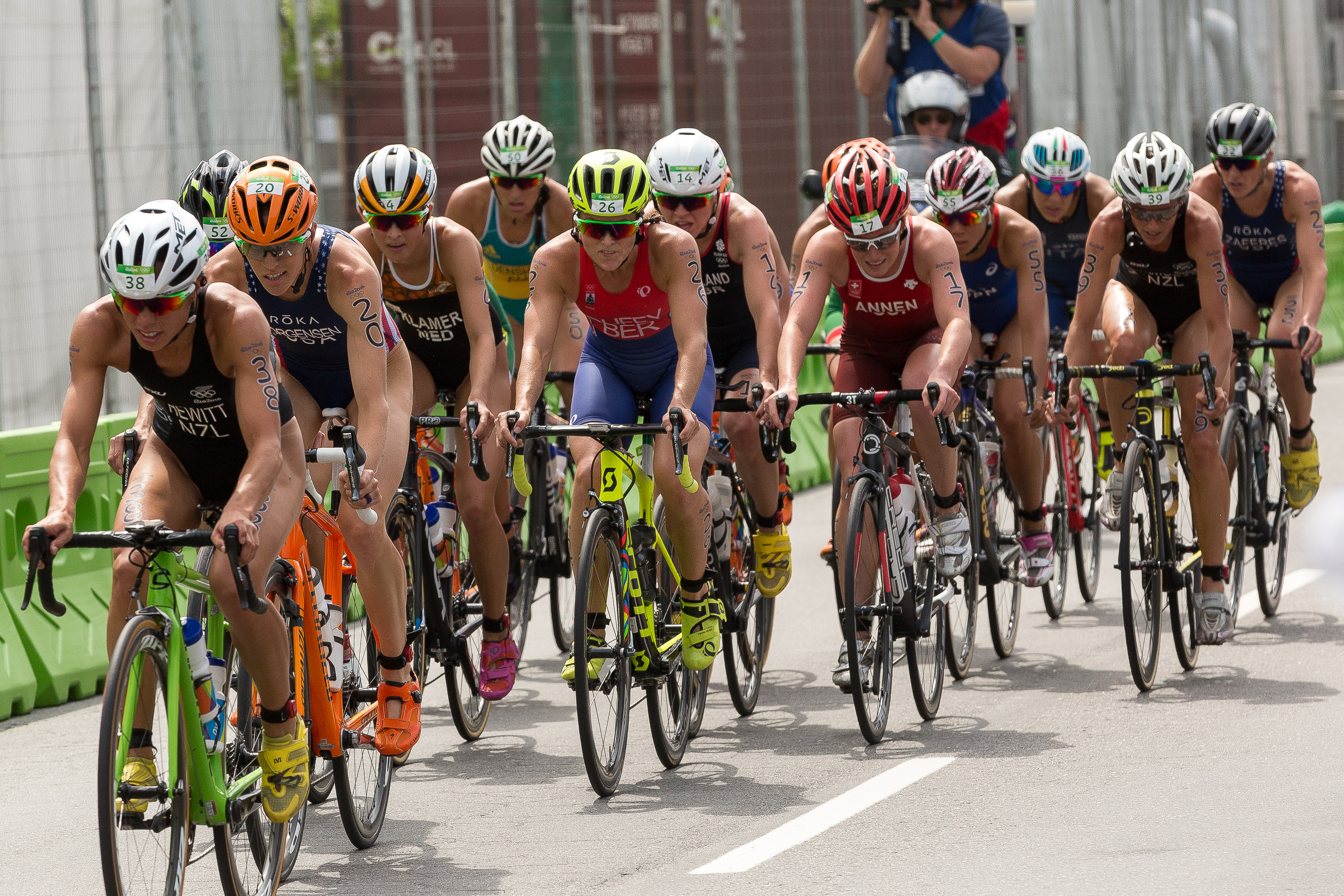
يتنافس الرياضيون في حدث الترياتلون خلال أولمبياد صيف 2016 في ريو دي جانيرو.

ظهر قفز التزلج للسيدات لأول مرة في دورة الألعاب الأولمبية الشتوية لعام 2014 في سوتشي. فازت كارينا فوجت الألمانية بأول ميدالية ذهبية للسيدات في هذه الرياضة. شهد أولمبياد صيف 2016 في ريو دي جانيرو أول منافسات لسباعيات الرجبي. فاز الفريق الأسترالي بالبطولة. كما تمت إعادة إضافة لعبة غولف إلى البرنامج لأول مرة للنساء منذ عام 1900. فازت إينبي بارك من كوريا الجنوبية بالبطولة. شهدت الألعاب الأولمبية الشتوية لعام 2018 في بيونج تشانج إضافة التزلج على الجليد في الهواء الطلق والشباك المختلطة المزدوجة والتزلج الجماعي السريع والتزلج المختلط على جبال الألب. كانت جيمي أندرسون من الولايات المتحدة الأمريكية صاحبة الميدالية الفضية في الهواء الكبير، وفازت أيضًا بالذهبية في سباق الخيل لتصبح أكثر المتزلجين الميداليات في تلك الألعاب.

### المستقبل
سوف تتنافس النساء في ألكرة اللينة والكاراتيه والتسلق وركوب الأمواج والتزلج في الألعاب الأولمبية الصيفية لعام 2020 في طوكيو. صرح الاتحاد الدولي للتزلج أنه يهدف إلى إدراج نساء شمال أوروبا في البرنامج الأولمبي لأول مرة في الألعاب الأولمبية الشتوية 2022 في بكين.

## الرياضة

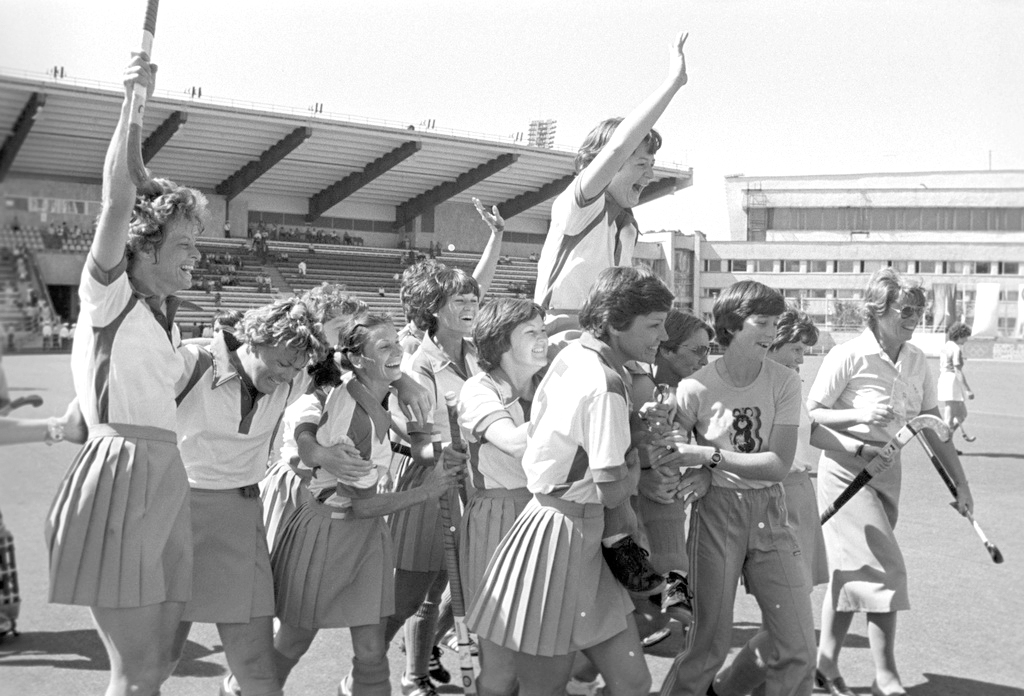
احتفل فريق الهوكي الميداني للسيدات في زيمبابوي بالفوز 4-0 على بولندا في أولمبياد 1980.

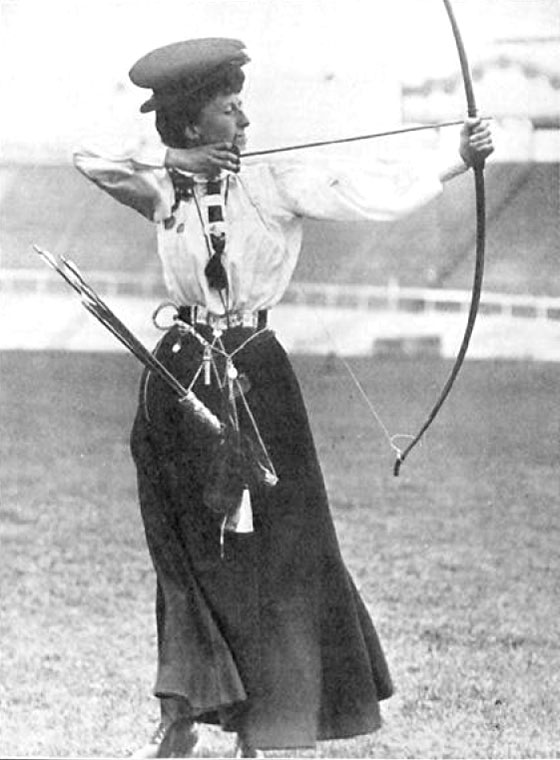
البريطانية كوين نيول تنافس في الرماية في ألعاب 1908 في لندن.

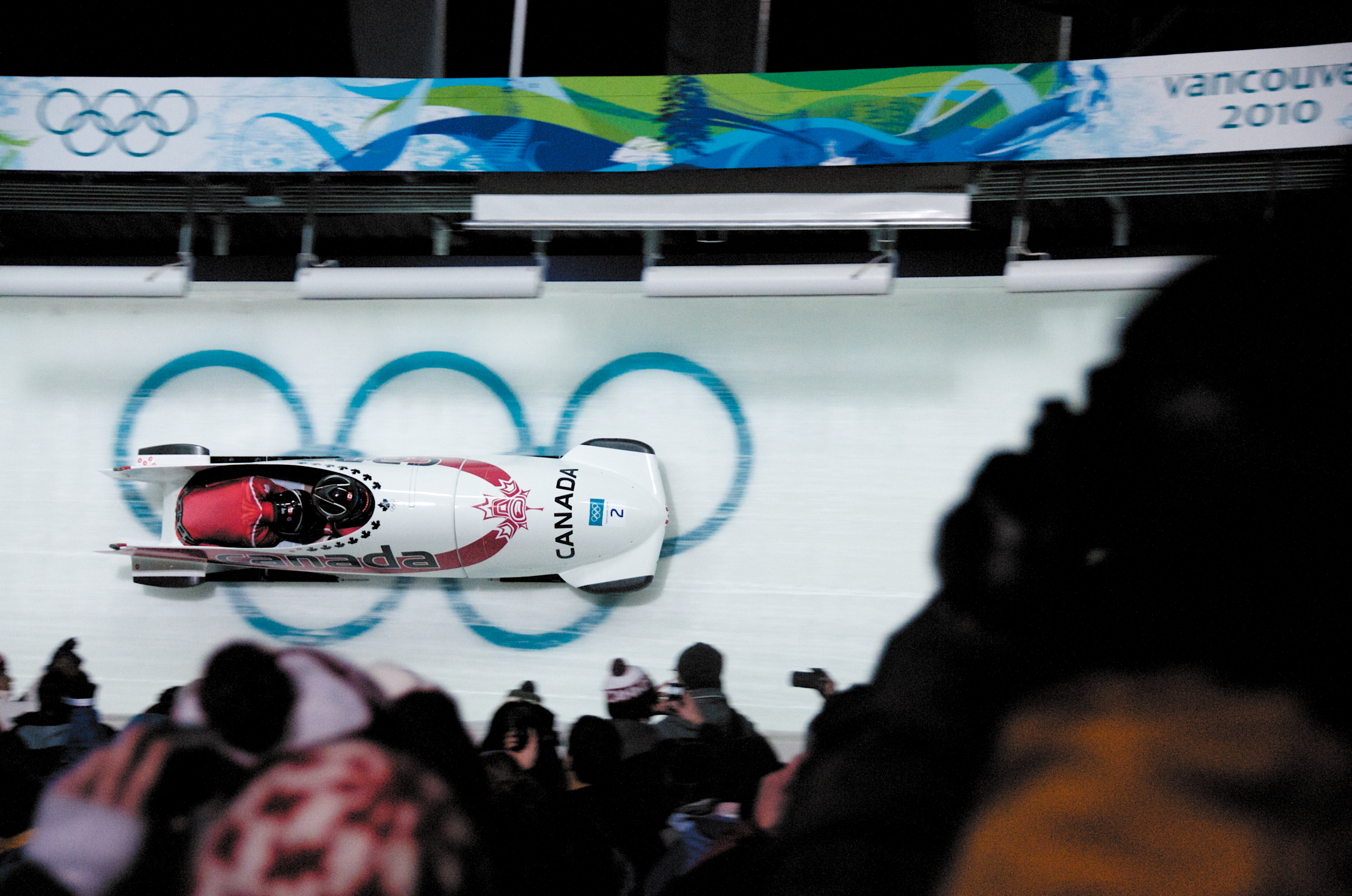
المتسابقتان الكنديتان كايلي همفريز وهيذر مويز تتنافسان في دورة الألعاب الشتوية في فانكوفر 2010.

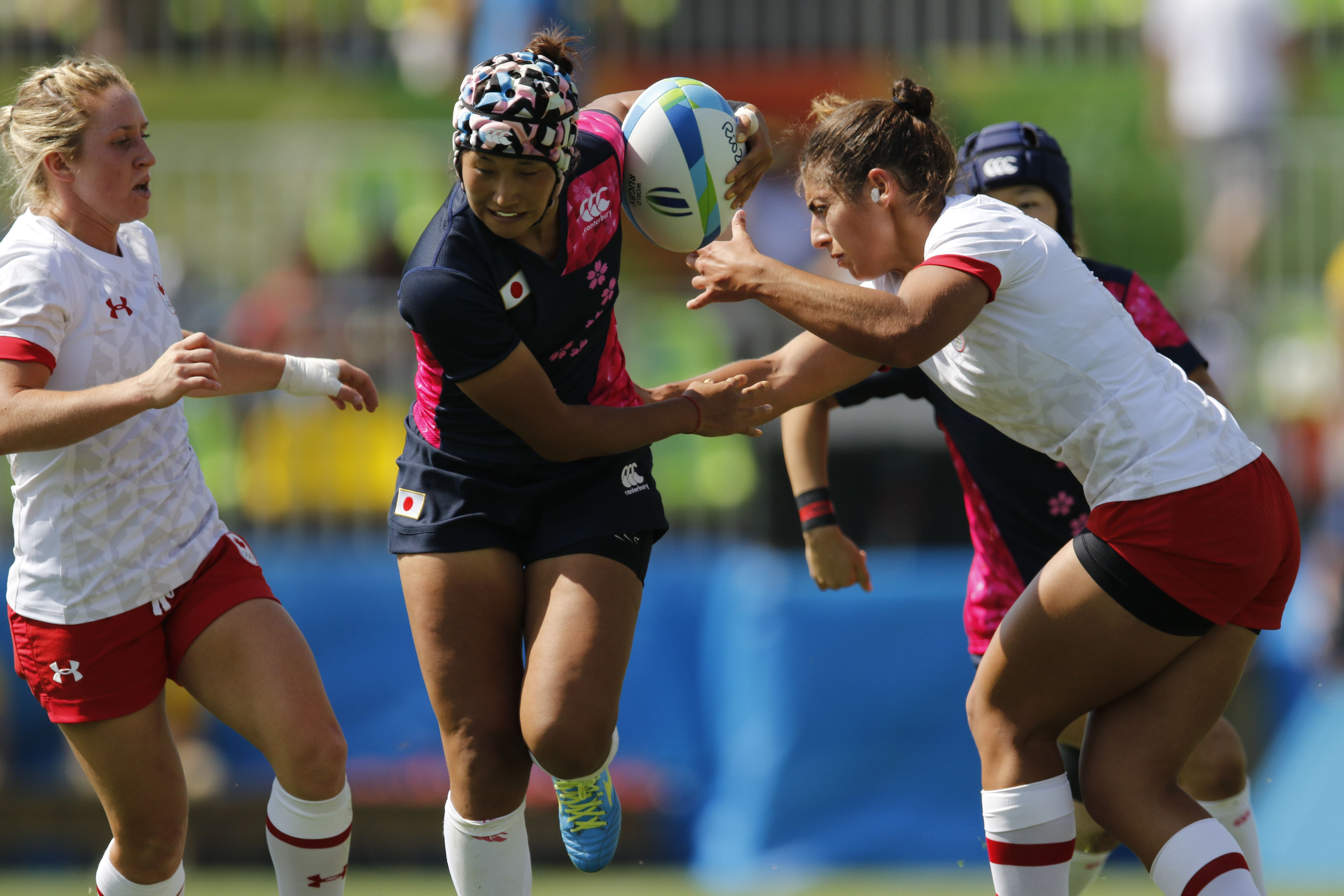
كندا مقابل اليابان في لعبة الركبي السبعات في الألعاب الصيفية 2016 في ريو دي جانيرو.

شاركت النساء في الألعاب التالية في الألعاب الأولمبية.
| اللعبة                    | العام الذي أضيفت فيه اللعبة |
| ------------------------- | --------------------------- |
| التنس                     | 1900                        |
| الغولف                    | 1900                        |
| الإبحار                   | 1900/1988                   |
| الرماية                   | 1904                        |
| التزلج على الجليد         | 1908                        |
| الغطس                     | 1912                        |
| السباحة                   | 1912                        |
| المبارزة                  | 1924                        |
| ألعاب القوي               | 1928                        |
| التزلج على جبال الألب     | 1936                        |
| التزلج عبر البلاد         | 1936                        |
| التجديف بالقوارب          | 1948                        |
| الفروسية                  | 1952                        |
| التزلج السريع             | 1960                        |
| الكرة الطائرة             | 1964                        |
| الزحافات                  | 1964                        |
| اطلاق النار               | 1968                        |
| كرة السلة                 | 1976                        |
| كرة اليد                  | 1976                        |
| التجديف                   | 1976                        |
| الهوكي الميداني           | 1980                        |
| ركوب الدراجات             | 1984                        |
| تنس الطاولة               | 1988                        |
| تنس الريشة                | 1992                        |
| البياتلون                 | 1992                        |
| الجودو                    | 1992                        |
| التزلج السريع قصير المسار | 1992                        |
| كرة القدم                 | 1996                        |
| الكرة اللينة              | 1996                        |
| الكرلنج                   | 1998                        |
| الهوكى الجليدى            | 1998                        |
| الخماسي الحديث            | 2000                        |
| التايكوندو                | 2000                        |
| الترياتلون                | 2000                        |
| كرة الماء                 | 2000                        |
| رفع الأثقال               | 2000                        |
| الزلاجة                   | 2002                        |
| المصارعة                  | 2004                        |
| الملاكمة                  | 2012                        |
| القفز للتزلج              | 2014                        |
| السباعي                   | 2016                        |

## الفروق بين الجنسين

### ألعاب القوى
نافست النساء في سباق السباعي في الأحداث المجتمعة في الألعاب الأولمبية ولكن الرجال نافسوا في ثلاثة أحداث أخرى في العشاري. تم عقد خماسى نسائي من 1964 إلى 1980، قبل أن يتم توسيعه إلى سباعي.
نافس الرجال في سباق 110 متر حواجز، بينما شاركت النساء في 100 متر في سباق الحواجز في الأولمبياد. ركضت النساء مسافة 80 مترًا حتى أولمبياد 1968، امتدت هذه المسافة إلى 100 متر في عام 1961، وأصبحت المسافة الجديدة التي بلغت 100 متر رسمية في عام 1969. لم يتم تحديد موعد لإضافة 10 أمتار. قام كل من الرجل والمرأة بإزالة عشر عقبات خلال السباقات واتخذ كلا الجنسين ثلاث خطوات بين العقبات.
نافست النساء على أكثر من 3000 متر حتى تمت مطابقته لحدث 5000 متر رجال في عام 1996. وبالمثل، نافست النساء في سباق سباق 10 كيلومترات في عامي 1992 و 1996 قبل أن يتغير هذا إلى مسافة الرجال القياسية 20 كم. كان التوسع في برنامج ألعاب القوى للسيدات ليتناسب مع الرجال بطيئًا. أخيرًا، تمت إضافة قفزة ثلاثية في عام 1996، ورمي المطرقة وقببة القطب في عام 2000 والركض في عام 2008. والفرق الوحيد المتبقي هو سباق المشي لمسافة 50 كم فقط للرجال. في حين تمت الدعوة إلى إدراج حدث سيدات بطول 50 كم، تم طرح مقترحات أيضًا لإزالة حدث الرجال بالكامل من الألعاب الأولمبية.

### الملاكمة
أقيمت مسابقات الملاكمة للرجال على مدار ثلاث جولات كل منها ثلاث دقائق، وأقيمت أخري للسيدات على أربع جولات كل منهم دقيقتين في الألعاب الأولمبية الصيفية . نافست النساء أيضًا في ثلاث فئات للوزن مقابل 10 فئات للرجال.

### التجديف
تُستبعد النساء في الألعاب الأولمبية لكل من سباق العدو وسباق التعرج والتجديف. سيتم التنافس على هذه الأحداث في الألعاب الأولمبية القادمة في طوكيو في عام 2020.

### كرة القدم
لا توجد قيود على العمر بالنسبة للنساء  في كرة القدم الأوليمبية، في حين أن فرق الرجال المكونة من 23 فريقًا تسمح بحد أقصى ثلاثة لاعبين فوق السن.

## المساواة بين الجنسين

شعار اللجنة الأولمبية الدولية

عادة ما كان يُنظر إلي النساء بطريقة مختلفة عن نظرائهن الذكور. في الأيام الأولى للألعاب الأولمبية، أرسلت العديد من الشركات غير الحكومية عددًا أقل من المتنافسات لأنهن سيتكبدن تكلفة وصيفاتهن، وهو ما لم يكن ضروريًا للرياضيين الذكور. في حين أن عدم المساواة في المشاركة قد انخفض على مر التاريخ، لا تزال النساء يعاملن أحيانًا بشكل مختلف. على سبيل المثال، سافر فريق كرة القدم الوطني للسيدات إلى دورة الألعاب في الدرجة الاقتصادية في عام 2012، بينما سافر فريق الرجال في درجة رجال الأعمال. على الرغم من أن النساء نافسن في جميع الألعاب الرياضية في الألعاب الأولمبية الصيفية، إلا أنه لا يزال هناك 39 مناسبة غير مفتوحة للنساء.

## الإعلام
كانت التغطية وإدماج رياضات الفرق النسائية في الألعاب الأولمبية محدودة. كشفت دراسة أجريت عام 1991 عن تغطية الرياضة النسائية في الصحف الأمريكية الكبرى التي أجرتها مؤسسة "LA84" أن 3.5٪ من الكتابات في الأقسام الرياضية مخصصة للرياضة النسائية. وخلصت الدراسة نفسها إلى أن 7.1 ٪ من جميع الصور في القسم الرياضي في الصحف الأمريكية الكبرى كانت للرياضّيات. ولكن تغطية الإناث الأوليمبيات على شاشات التلفزيون أكثر توازناً مع تغطية الذكور، ومع ذلك لا تزال غير متساوية. في ألعاب 2002، كانت تغطية الرجال مرتين بقدر النساء خلال جميع أنحاء العالم. كان هذا انخفاضًا في تغطية مناسبات النساء، حيث كان 47٪ من تغطية دورة الألعاب الأولمبية لعام 1996 تتعلق بأحداث النساء. فقد ثبت أن المعلقين أيضًا هم أكثر عرضة للإشارة إلى الرياضّات اللائي يستخدمن «المصطلحات غير الرياضية» أكثر من الرجال. وجدت دراسة نشرتها جامعة كامبريدج في عام 2016 أن النساء كن أكثر عرضة لوصفهن باستخدام الخصائص البدنية والعمر والحالة الزوجية مقارنة بالرجال. وجدت الدراسة نفسها أن النساء كن أكثر عرضة للإشارة إلى «الفتيات» أكثر من الرجال الذين يطلق عليهم «الأولاد» في التعليق. ويعزى هذا التباين في جودة التغطية بالرياضات الأولمبية للمرأة إلى أن 90 ٪ من الصحفيين الرياضيين هم من الذكور.

## تأثير الألعاب النسائية العالمية

### خلفية

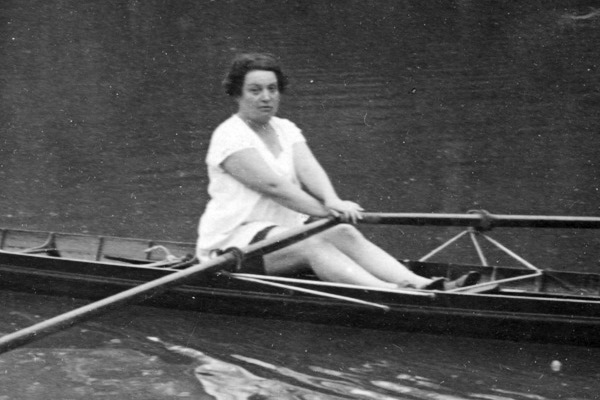
أليس ميليات، مؤسسة الاتحاد الدولي لألعاب القوي والألعاب النسائية العالمية.

بدأت أليس ميليات النسوية الفرنسية والمترجمة وهواية التجديف في عام 1919محادثات مع اللجنة الأولمبية الدولية والاتحاد الدولي لألعاب القوى بهدف إدراج ألعاب القوى النسائية في الألعاب الصيفية لعام 1924. نظمت أول «أولمبياد للسيدات» بعد رفض طلبها، استضافته في مونت كارلو. أصبح هذا مقدمة للأولمبياد العالمية للسيدات. واعتبر هذا الحدث بمثابة احتجاج على رفض اللجنة الأولمبية الدولية إدراج الإناث في ألعاب القوى ورسالة إلى رئيسهم بيير دي كوبرتين الذي عارض مشاركة النساء في الألعاب الأولمبية. واصلت ميليات تأسيس الاتحاد الدولي للرياضات النسائية الذي نظم أول ألعاب العالم للسيدات.

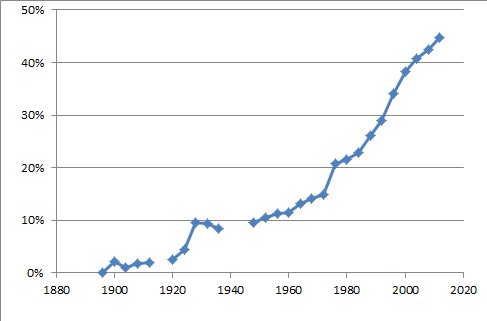
النساء المشاركات في كل الألعاب الأولمبية الصيفية كنسبة مئوية من جميع المشاركين

### الألعاب
عقدت الألعاب الأولمبية للسيدات للمرة الأولي في باريس عام 1922. تنافس الرياضيون في أحد عشر حدثًا: 60 مترًا و100 متر و300 متر و1000 مترو4 × 110 ياردات والقفز العالي ورمي الرمح. حضر 20000 شخص الألعاب وتحقق 18 رقما قياسيا عالميا. ما زالت اللجنة الأولمبية الدولية ترفض إدراج ألعاب القوى النسائية في الألعاب الأولمبية الصيفية لعام 1924، على الرغم من النتائج الناجحة لهذا الحدث. علاوة على ذلك. عقدت دورة الألعاب العالمية النسائية لعام 1926 في مدينة جوتنبرج بالسويد. تمت إضافة رمي القرص إلى البرنامج. حضر هذه الألعاب أيضًا 20 ألف متفرج وأخيراً أقنعت اللجنة الأولمبية الدولية بالسماح للنساء بالمنافسة في الألعاب الأولمبية في بعض أحداث ألعاب القوى. سمحت اللجنة الأوليمبية الدولية للنساء بالتنافس في 100 متر و800 متر و4 × 100 متر مرحل والوثب العالي ورمي القرص في عام 1928. كانت هناك نسختان أخريتان من الألعاب العالمية للسيدات في 1930 في براغ و 1934 في لندن. تم إجبار الاتحاد الدولي لألعاب القوى على الانسحاب بعد أن سحبت الحكومة الفرنسية التمويل في عام 1936.